# لاماشتو
لاماشتو وهي شيطانة وحش نصف إلهة خرافية من ميثولوجيا بلاد الرافدين. أعتقد أنها كانت تهاجم النساء أثناء الولادة لتخطف أطفالهن وثم تقوم بإرضاعهن وثم تقوم بطحن عظامهم وامتصاص دمائهم. ذكر أن والدها هو إله السماء أنو ووالدتها غير معروفة، وكان يتم تصويرها بجسم ثور ورأس لبوة مع شعر كثيف مع أسنان وأذان حمار وأصابع وأظافر طويلة مع أقدام طير بمخالب حادة. كان يتم تصويرها وهي بجانب الخنازير والكلاب مع أفاعي تحملها في أيديها. لها أيضاً صفات مشابهة للشيطانة ليليث. وذكر أيضاً أنها مشعوذة وكانت تقوم بأفعال شريرة مثل ذبح الأطفال ومهاجمة النساء الحوامل لتقوم بإجهاضهن، وأيضاً أكل الناس وشرب دمائهم، وإزعاج الناس في نومهم والظهور في كوابيسهم. ومن ضمن أفعالها أيضاً تقطيع الأشجار وتدنيس وتسميم الأنهار والمياه بالأمراض والسموم. وبسبب خوف النساء الحوامل منها كانوا يصلون للشيطان أو الإله بازوزو والذي اعتقدن انه كان يقوم بحمايتهن أثناء الولادة على الرغم من كونه أحد الآلهة الأشرار في بلاد النهرين.

## الثقافة الحديثة
- لاماشتو هي سيدة الشياطين وإلهة الوحوش في سلسلة ألعاب باثفايندر.
- تظهر لاماشتو في مسلسل قسطنطين في حلقة قديس المنتجعات الأخيرة.
- لاماشتو هي إحدى شخصيات لعبة فامباير: ذا ماسكريد بلودلاينس في سنة 2017.